# غويلرمو كان
غويلرمو كان (بالإسبانية: Guillermo Kane)‏ هو سياسي أرجنتيني، ولد في 10 ديسمبر 1981. حزبياً، نشط في Workers' Party (Argentina) ‏. في الانتخابات التشريعية في الأرجنتين 2017 ‏، انتخب provincial deputy ‏ عن دائرة بوينس آيرس وقد انضم خلال فترته النيابية (5 ديسمبر 2017 – )  للكتلة البرلمانية Workers' Left Front ‏.